# مايك روزاريو
مايك روزاريو (2 نوفمبر 1990 في الولايات المتحدة - ) (بالإنجليزية: Mike Rosario)‏ هو لاعب كرة سلة أمريكي في مركز هجوم خلفي. لعب مع Leones de Ponce (basketball) ‏.

## وصلات خارجية
- مايك روزاريو على موقع الاتحاد الدولي لكرة السلة (الإنجليزية)
- مايك روزاريو على موقع كرة السلة الأوروبية.كوم (الإنجليزية)
- مايك روزاريو على موقع كلية كرة السلة في سبورتس رفرنس.كوم (الإنجليزية)
- مايك روزاريو على موقع ريلجم (الإنجليزية)
- مايك روزاريو على موقع بروبوليرز (الإنجليزية)